# عبد اللطيف الحسيني

برز اسم المدرب الوطني عبد اللطيف الحسيني مدرب الشباب الذي استطاع أن يحقق كأس دوري خادم الحرمين الشريفين وامام فريق الهلال ليثبت كفاءة ونجاح المدرب الوطني متى ما وجد الاهتمام والمتابعة من قبل ادارات الاندية وتم تأهيله بشكل جيد.
ولكن قد لا يعرف المتابعون ان الحسيني مدرب لياقة وليس مدرباً فنياً بالاساس وايضاً تجهل الغالبية بدايات الحسيني والذي التحق كلاعب مع نادي الهلال في مركز الوسط الأيسر حتى موسم 1402ه‍، وبعد ذلك ترك الكرة ليبدأ في مواصلة تأهيله بحصوله على شهادات اكاديمية في مجال التربية البدنية. 
وخلال الفترة من 1405ه‍ إلى 1415ه‍ واصل الحسيني الدراسة والحصول على الدورات التأهيلية وعام 1416ه‍ عمل مع المدرب خالد القروني في نادي الرياض وحتى عام 1420ه‍ لمدة أربع سنوات ثم بعد ذلك تم الاشراف على فريق الشعلة في الدرجة الأولى لمدة عام وايضاً كان مع المدرب الوطني خالد القروني ثم شارك مع القروني في تدريب المنتخب الأولمبي في تصفيات سيدني عام 2000م. وبعد ذلك اتجه لتدريب منتخب الناشئين عام 2000م في نفس العام ولم يكمل.
ليتجه مع القروني مجدداً لنادي الشعلة وبعد ذلك يتوجه للشباب قبل أربعة مواسم وما زال مستمراً وتم اعارته للاتحاد عام 1423ه‍ مع القروني وحقق كأس دوري خادم الحرمين الشريفين وعاد للشباب وحقق معه عام 1424ه‍ كأس دوري خادم الحرمين الشريفين مع المدرب البرازيلي زوماريو.
وشارك مع المدرب الوطني ناصر الجوهر في تدريب المنتخب الأول قبل حضور كالديرون في التصفيات التمهيدية لكأس العالم 2006م والتي حقق المنتخب صدارة المجموعة.
الجدير بالذكر ان الحسيني حاصل على دورات اللياقة من الاتحاد الآسيوي (A,B,C) والآن أحد المحاضرين في الاتحاد السعودي لكرة القدم في مجال اللياقة البدنية.مدرب لياقه